# Il dono di Svet
Il dono di Svet è un romanzo di fantascienza scritto da Donato Altomare. Vincitore del Premio Urania 2008, è stato pubblicato nella collana Urania nel novembre dello stesso anno.
Il libro contiene cinque parti, che costituiscono cinque racconti quasi indipendenti con la stessa ambientazione e personaggi principali.

## Trama
L'azione si svolge in un'ucronia dove, a seguito della crisi dei missili di Cuba, l'Unione Sovietica ha scatenato un attacco nucleare con bombe a basso potenziale sugli Stati Uniti, prendendo poi il controllo di quella nazione con l'aiuto della Cina.
La protagonista è il maggiore Svetlana Tereskova, comandante della polizia metropolitana di New York. Il dono del titolo è la capacità della protagonista di cancellare in modo involontario eventi del passato. L'autore ha spiegato in una successiva intervista che questo è possibile perché la protagonista può spostarsi in universi paralleli dove tali eventi non hanno avuto luogo, ma questa spiegazione compare nel volume solo in quarta di copertina.

## Edizioni
- Donato Altomare, Il dono di Svet, collana Urania, n. 1540, Arnoldo Mondadori Editore, 2008,  p. 346.